# Brønderslev
Brønderslev (tidligere Vester Brønderslev) er en stationsby i Vendsyssel med 12.946 indbyggere  (2025) og hermed største by i Brønderslev Kommune, der hører under Region Nordjylland, foruden at den er Vendsyssels fjerdestørste by. Bykonkurrencen Årets By blev vundet af Brønderslev i 1978 med begrundelsen, at den var en "god by for borgerne".

## Historie
Vester Brønderslev var i ældre tid en landsby. I 1682 bestod den af 27 gårde, 46 huse med jord og 1 hus uden jord. Det samlede dyrkede areal udgjorde 617 tønder land skyldsat til 173,96 tønder hartkorn. Dyrkningsformen var alsædebrug.

### Vejbyen
Landsbyen Vester Brønderslev lå i en sådan afstand fra hovedfærdselsåren gennem Vendsyssel (Hjørring – Nørresundby), at dens næringsmæssige udvikling ikke påvirkedes synderligt heraf. I midten af 1830’erne byggedes øst for landsbyen en landevejskro, og fra 1843 afholdtes her markeder, som med tiden blev ret store ("Store Brønderslev Marked") og af betydning for kreaturpriserne. Kroen, markederne og en tiltagende landevejsfærdsel medførte, at der lidt efter lidt – i 1850’erne – bosatte sig flere næringsdrivende ved landevejen. Høkerloven og den nye næringslov muliggjorde, at der bosatte sig flere næringsdrivende dels i landsbyen, dels ved landevejen. Herude (i østbyen) lå foruden kroen med brevsamlingssted en stor købmandshandel, jernstøberi, teglværk, uldspinderi, rebslageri, bageri, smedeværksted og vognfabrik. Hele denne bydannelse skyldtes således landevejsfærdslen.

### Stationsbyen
I 1875 beskrives forholdene således: "Vester-Brønderslev med Kirke og Skole, ene beliggende mellem Landeveien og Vester-Brønderslev By; Byerne Vester-Brønderslev med Jernbanestation, Folkehøiskole siden 1873".
Med åbningen af jernbanen 1871 kom en standsning i denne udvikling. Jernbanen, hvis station kom til at ligge ved den gamle landsby, skabte her en ny nærings- og befolkningsmæssig udvikling: flere store købmandshandler byggedes, manufakturforretninger, garveri, farveri og maltgøreri oprettedes, ligesom talrige håndværkere kom til. I 1880’erne tog Brønderslev stationsby et afgørende opsving med fabriksvirksomhed, posthus, sygehus, teknisk skole, handelsskole, bibliotek, banker, sparekasser, apotek, læger, dyrlæger, landinspektører, sagførere, et dagblad.
Udviklingen begyndte for alvor at tage fart i byen med skabelsen af et jernstøberi, bryggeri (1875), mejeri, apotek, sygehus (1896), metalvarefabrikker, teglværk (1883), slagteri (1911) og en stor skole. Også "Brønderslev Kreaturmarked" fra 1843, der i dag går under navnet Store Brønderslev Marked trak efterhånden mange nye indbyggere til byen.
Ved århundredeskiftet beskrives byen således: "Vester-Brønderslev, stor, købstadlignende Landsby — omtr. 2000 Indb. —, der er opvokset i de sidste Aar omkring Stationen, med flere to Stokv. høje Huse og en Gade (Algade sammen med Vester- og Østergade), der omtr. er 1/4 Mil lang, med Kirke, Præstegd., stor Kommuneskole (opf. 1888 i to Stokv.; 4 Lærere, 1 Lærerinde og 2 Underlærere samt 1/1 1900 400 Elever) med Biskole (55 Elever), Realskole (opf. 1890 i to Stokværk, med Dimissionsret), Folkehøjskole (opr. 1868), teknisk Skole (i Kommuneskolen), Missionshus (opf. 1898), Amtssygehus (opf. 1894 efter Tegn. af Amtsvejinspektør Lunøe, Plads for 32 Patienter), Apotek, flere Læger, Bank (opr. 1898), Sparekasse (opr. 1/4 1870; 31/3 1898 var Sparernes saml. Tilgodehav. 355,367 Kr., Rentefoden 4 pCt., Reservefonden 13,192 Kr., Antal af Konti 1255), Jærnstøberi og Metalvarefabrikken Pedershaab (opr. 1886, omtr. 40 Arbejdere), Cementstøberi (Aktieselsk.), Dampuldspinderi, Farveri, Garveri, Dampbageri, Ølbryggeri, Teglværk, flere Møller, Købmandsforretninger, mange Haandværkere, Kro, Hotel, Markedsplads (Marked hver Maaned; det i Sept. med Heste, Kvæg og Faar er et af de største i Vendsyssel), Bogtrykkeri (her udgives „Brønderslev Avis”), Jærnbane-, Telegraf- og Telefonstation, Postkontor (Posthuset er opf. 1889) samt Sessionssted for Lægd 511-15 og 518-21".
I 1921 blev Brønderslev købstad. Siden udviklede den sig til en vigtig handels- og industriby i området. I 1970'erne åbnedes Brønderslev Gymnasium og HF-kursus, der tiltrækker elever fra et stort opland øst og vest for Brønderslev.

### Historiske bygninger
Ældste bygning i nærområdet er Vester Brønderslev Kirke fra år 1150. Herefter er der et årstalsmæssigt spring op til de ældste dele af Peder Nielsens Beslagvarefabrik (1870'erne) og videre til de nyklassicistiske bygninger Brønderslev Sygehus (1896), Ginges hovedbygning i Godsbanegade, og Hotel Phønix fra 1906. Brønderslev Rådhus stammer fra 1920 og Brønderslev Nykirke fra 1922. I 1955 byggede man i den nordlige ende af byen Brønderslev Vandtårn, som er dekoreret af kunstneren Otto Møller. Tårnet, som er 15 meter højt, tjener i dag som udsigtstårn med et godt vue ud over det flade Vendsyssel når vejret tillader det. I 1994 flyttede det i 1898 oprettede Brønderslev Bibliotek fra sin daværende placering i Grønnegade til sin nuværende i det gamle elværks bygninger, P.N. Jensens Plads. Biblioteket tjener også som kultursted i byen.
I 1957 indviedes et statshospital for sindslidende øst for Brønderslev, som fortsat er en del af psykiatrien i Region Nordjylland.

### Retsliv
Med retsplejeloven af 1940 blev Brønderslev hjemsted for Brønderslev retskreds, der omfattede Brønderslev Kommune og kommunerne mod vest. Med domstolsreformen i 2007 blev Brønderslev retskreds imidlertid lagt ind under Retten i Hjørring.
Indtil gennemførelsen af politireformen, ligeledes i 2007, havde Brønderslev egen politikreds med egen politimester. Politiet hører nu under lokalpolitistationen i Frederikshavn, der opretholder bemanding på nærstationer i Brønderslev og Skagen.

### Kriminalhistorie
Brønderslev-sagen er en sag om misrøgt i en familie fra Serritslev ved Brønderslev fra 2010.

## Geografi
Brønderslev er centralt placeret i Vendsyssel med 21 kilometer til Hjørring, 26 kilometer til regionshovedbyen Aalborg, 40 kilometer til havnebyen Frederikshavn og ca. 20 kilometer til Vestkysten mod vest. Brønderslev ligger dermed i midten af Vendsyssel, ca. lige så tæt på Vesterhavet som på Kattegat.
Brønderslev befinder sig på en terrænkant, ca. 13-22 meter over havet. Terrænet stiger mod byens nordligste dele. Mod nordøst mest moræneland. Mod sydvest præget af hævet havbund fra stenalderen, nu mest engarealer.
Vildmosen ligger få kilometer i sydvestlig retning fra byen, mens landsbyen Øster Brønderslev ligger to kilometer mod sydøst.

## Transport og infrastruktur

### Tog
Brønderslev Station ligger på Den østjyske længdebane. Der er daglig forbindelse mod syd til Aalborg, Aarhus og videre mod København. Mod nord er der forbindelse mod Hjørring og Frederikshavn. Alle tog på strækningen standser i Brønderslev.
Jernbanen til og fra Brønderslev åbnede i 1871 som en del af en ny forbindelse Nørresundby-Hjørring-Frederikshavn.
I 1918 besluttede Folketinget ved lov at give mulighed for en jernbane mellem Brønderslev-Manna-Hjermitslev-Blokhus, og i 1921 yderligere en bane Brønderslev-Hellum-Flauenskjold-Ørsø. Banerne blev dog aldrig bygget.

### Veje
Brønderslev passeres af motorvej E39 (Europavej E39). Der er en afkørsel sydøst og én nordøst for byen.
Indtil motorvejens åbning var hovedtrafikåren hovedvejen mellem Aalborg og Hjørring. Hovedvejen var oprindeligt anlagt i 1832.
Omkring år 2000 blev en omfartsvej omkring Brønderslev gjort færdig. Der er herefter ingen gennemgående tung trafik gennem byen.
Hovedårerne for lokaltrafikken i Brønderslev er de fire store gader Nørregade, Vestergade, Søndergade og Østergade, samt i mindre omfang Tolstrupvej og Markedsvej.

### Fly
Brønderslev betjenes af Aalborg Lufthavn.

### Energiforsyning
Varmeforsyningen ejes og drives af Brønderslev Kommune. Varmeforsyningen udsondredes i et aktieselskab i 2007 (Brønderslev Varme A/S).
Produktionen af varme sker på et kraftvarmeværk i den sydlige del af byen. Kraftvarmeværket producerer både el og fjernvarme, og bruger sol og træflis. To gas-kedelcentraler på hhv. Nordens Allé og på Eventyrvej fungerer som reservelastkapacitet, der kan sættes ind ved havari eller meget koldt vejr. Et biogasanlæg omdanner 100.000 tons planterester til 13 millioner kubikmeter biogas om året.
Nyfors ejer og driver elnettet i Brønderslev.
Vattenfall ejer og driver 13 store vindmøller à 0,75 MW i Gl. Vrå Enge syd for Brønderslev. Møllerne er danskproducerede og af typen NEG Micon.

## Erhverv

### Gamle virksomheder
Brønderslev var tidligere mest kendt for tung industri inden for metal.
A/S Peder Nielsen Beslagfabrik er navnlig kendt for beslag til døre og vinduer, hvoraf en del eksporteres. En aflægger af Peder Nielsens virksomhed blev Pedershåb Maskinfabrik, der blandt andet producerede motorer til tog og traktorer, og som senere blev aktiv inden for maskiner til formning af cementelementer mv. Pedershaab var fra 1972 til 2008 en del af FLSmidth-gruppen og blev i 2008 en del af HawkeyePedershaab med delt hovedsæde i Brønderslev og Iowa.
Staring Maskinfabrik fremstiller gylle- og spildevandsseparationsanlæg samt blandemaskiner til byggeri.
Tidligere produceredes plæneklippere på Ginge, en virksomhed fra Københavns Vestegn, som flyttede til Brønderslev i 1972. Ginge-bygningen bruges nu kun til administration af virksomheden, hvis produkter laves i Kina, Italien og Østrig. Lukket er ligeledes Brønderslevs slagteri i Algade. Slagteriet tilhørte Danish Crown-koncernen.
Lukket er nu også bryggeriet Brønderslevhus, der bryggede hvidtøl indtil 1987 efter at have overtaget Frederikshavn Mineralvandsfabrik i 1984.
Brønderslev er fortsat hjemsted for Nyfors (tidligere BOE Brønderslev og Oplands Elforsyning), der står for elforsyning i et stort opland mod vest.

### Nyere virksomheder
I nyere tid er erhvervslivet blevet mere diversificeret.
Brønderslev er hjemsted for Bredbånd Nord (etableret 2006), der etablerer fiberbredbånd i et område fra Hanherred til Skagen. Brønderslev er ligeledes hjemsted for Asetek, der er globalt markedsledende[kilde mangler] indenfor væskebaserede kølesystemer til computerprocessorer, og som senest har etableret sig i Californien, samt for PSC, der producerer plasticlinser til beskyttelse af f.eks. kameraer og udendørs TV-skærme.
Et relativt stort antal dagligvareforretninger og supermarkeder servicerer et betragteligt opland og står for en betydelig del[kilde mangler] af Brønderslevs arbejdspladser.
De fleste af Nordjyllands banker har filial i Brønderslev. Brønderslev Sparekasse grundlagdes så tidligt som 1870.
Brønderslev har egen lokalavis, (Oplands-Avisen), som er en del af Nordjyske-koncernen.
Lokalradioerne har studie i Algade.
Brønderslev er præget af, at butikker og erhvervsliv centreres i midten af byen, navnlig på og omkring gågaden og Østergade.

## Politik
Brønderslev er den største by i Brønderslev Kommune. Byen har derfor været præget af, at borgmestrene i nyere tid skiftevis er kommet fra Socialdemokraterne og Venstre.
Ved folketingsvalg stemmes der i Brønderslevkredsen, en udpræget landkreds, som næsten altid giver valg.

## Uddannelse
Brønderslev har tre folkeskoler (Hedegaardsskolen, Skolegades skole og Søndergades skole).
Brønderslev Gymnasium og HF-kursus tilbyder, som navnet antyder, STX og HF.

## Kultur

### Attraktioner og seværdigheder
På Paukærvej finder man Vildmosemuseet, som er en kulturhistorisk udstilling af Store Vildmose gennem tiderne, herunder en skitsering af tørveproduktionen i mosen og dens opdyrkning.
Hedelund Rhododendronpark blev etableret i 1994. Det skete i parkanlægget Hedelund, der har huset bøgetræer siden 1890. Rhododendronparken er på 7 ha, hvilket gør den til den største park af sin art i Norden.[kilde mangler] Parken huser omtrent 120 forskellige arter og sorter.

### Musik og film
Større navne inden for musik spiller på Nordjyllands Idrætshøjskole.
Byen havde i 1990'erne et rigt ungdoms-musikliv. Hedelund lagde ofte rum til rockmusik. Brønderslev Gymnasium og HF-kursus er stadig arnested for musik. Tidligere var gymnasiets soul-band kendt for at have flere lærere på instrument. Det nu københavnske The Blue Van er det pt. mest kendte band fra Brønderslev. Af andre navne kan bl.a. nævnes Brian Tronsgaard og Ford T. Af andre betydningsfulde bands fra 90'erne kan man nævne SOB "Sons of Bitches" og "Ramasjang".
BAS (Brønderslev Amatør-Scene) i Nørregade huser en lille biograf, som drives af frivillige.

### Sport
Brønderslev Idrætsforening (BI) blev etableret i 1897 og fokuserer på fodbold, håndbold og bordtennis. Foreningen driver et anlæg på Idrætsvej, men afholder aktiviteter i hele byen. For bordtennisafdelingen spillede Jan Harkamp i en årrække, da Brønderslev Idrætsforening vandt mesterskabet for herrehold 7 gange.
Derudover findes Brønderslev Badminton Club og Brønderslev Hot Shots, der er en floorballklub.
Parkanlægget Hedelund huser tennisbaner, hjemsted for Brønderslev Tennisklub.
Vest for byen ligger Brønderslev Rideklub og Brønderslev Golfklub.
Brønderslev Hallerne er hjemsted for Brønderslev Bokseklub og Brønderslev Basket Klub (etableret 1970), udover BI og Brønderslev Hot Shots. Brønderslev Sportsdanser Forening danser på flere af byens skoler.
Nordjyllands Ultra Light Flyveklub har hjemsted på en 550 m landingsbane syd for Brønderslev.

### Venskabsbyer
- Eidsberg
- Nässjö

## Kendte bysbørn
- Peder Nielsen, fabrikant, (1854–1936)
- Ejnar Mikkelsen, polarforsker og forfatter, (1880–1971)
- Ove Christensen (fodboldtræner), (1950-)
- Bent Bøgsted, folketingsmedlem, (1956-)
- Kim Jensen, fhv. assisterende håndboldlandstræner, (1961-)
- Naja Abelsen, kunstner, (1964-)
- Trine Panum Kjeldsen, tv-vært, (1971-)
- Søren Kjeldsen, golfspiller, (1975-)
- Jakob Ahlmann, fodboldspiller, (1991-)
- Viktor Ahlmann, fodboldspiller (1995-)